# Rapina all'Hotel Pierre
La rapina all'Hotel Pierre in New York City ebbe luogo il 2 gennaio 1972. La rapina rese ai suoi esecutori 3 milioni di dollari (valore odierno: 27 milioni), e fu organizzata da Samuel Nalo, da Robert Bobby Comfort, un associato alla famiglia criminale di Rochester, e da Christie the Tic Furnari, un associato alla famiglia criminale dei Lucchese. Il colpo fu realizzato da alcuni scassinatori della banda dei Furnari. Questa rapina fu poi inserita nel Guinness dei primati come la rapina più grande e di maggior successo nella storia.

## Pianificazione ed esecuzione
Samuel Nalo e Robert Comfort erano scassinatori e ladri professionisti. Essi avevano in passato rubato un milione di dollari in gioielleria e contanti dalla suite di Sophia Loren nello Sherry-Netherland Hotel di New York e attuato importanti rapine e scassi al Regency Hotel, al Drake Hotel, al Carlyle Hotel e al St. Regis. Nalo fu il principale pianificatore di tutti i colpi mentre Comfort fu il loro maggior organizzatore. Il 30 dicembre, nel retro del night club di Nalo, il Port Said, Nalo radunò la squadra e ne informò i componenti sull'obiettivo che si prefiggeva. La squadra consisteva negli associati alla famiglia criminale dei Lucchese, Robert Bobby Germaine, il cui compito era di aprire e tenere aperto il caveau delle cassette di sicurezza, Ali-Ben, un assassino a contratto che lavorava principalmente per la mafia albanese e Al Green, il cognato di Ali Ben.
Questo gruppo giunse al The Pierre alle 3:50 antimeridiane il 2 gennaio 1972. Dieci minuti dopo, Green, vestito con l'uniforme di autista, guidò una limousine Cadillac nera fino all'ingresso dell'hotel. Robert uscì e disse alla guardia della sicurezza "Riservato al party del Dr. Foster". La guardia chiamò il centralino che confermò che il dottor Foster – alias Comfort - aveva prenotato una stanza, e la guardia aprì la porta. Entrati nell'hotel la guardia fu posta sotto minaccia di armi da fuoco mentre Green rimaneva fuori a titolo di sorveglianza. 
Il giorno della rapina era perfetto. Gran parte degli ospiti dell'albergo stava dormendo profondamente, a seguito delle loro baldorie della precedente notte di Capodanno, che avevano trascorso indossando i loro gioielli.
Questi erano normalmente tenuti in cassette di sicurezza al pianoterra dell'hotel finché non fosse stato riaperto il più sicuro caveau alle ore 9 di quella mattina. Inoltre l'albergo, a causa della vacanza, aveva un ridotto numero di guardie. 
Gli uomini circondarono rapidamente tutto lo staff dell'albergo. Frankos sorvegliava l'ingresso sulla via al n. 61, ammanettando chiunque gli si trovasse di fronte, portandolo da Visconti, che conduceva gli ostaggi in un'ampia alcova vicino al banco di registrazione, dove ordinava loro di mettersi sdraiati sul pavimento a faccia in giù. Il numero di ostaggi crebbe costantemente fino a un numero totale di diciannove, ma i rapinatori avevano con sé tre dozzine di paia di manette per far fronte alle necessità.
I rapinatori erano tutti travestiti, Nalo indossava una grossa parrucca, un naso finto e occhiali e tutti i rapinatori indossavano guanti ed erano armati. Nalo costrinse il contabile dell'hotel a fornire le schede che aprivano le cassette dei depositanti. Essi aprirono solo le cassette di sicurezza di coloro che riconoscevano, tra i quali Harold Uris, Tom Yawkey e Calliope Kulukundis. I rapinatori non ammanettarono quelli che parevano ammalati o in condizioni di salute non buone, e si rivolgevano agli ostaggi come "sir" e "miss", senza mai alzare la voce.
L'intera rapina durò due ore e mezza. In quel periodo Bobby e Comfort riuscirono a svaligiare 208 cassette di sicurezza. Alle 6:15, Bobby e Comfort informarono gli ostaggi che se ne sarebbero andati e intimarono loro di non dire alla polizia se avessero riconosciuto qualcuno di loro, pena la loro morte. Prima di andarsene Comfort diede una banconota da 20 dollari a ciascun dipendente tenuto come ostaggio, ad eccezione delle guardie, e se ne andarono alle 6:30, solo una mezz'ora prima del cambio di turno del personale alle 7:00.

## Ricettazione
Nalo andò dal consigliere della Famiglia Lucchese, Christie the Tick Furnari, per vendere i beni rubati. Furnari chiese un oltraggioso 33% del bottino e Nalo si arrabbiò talmente che portò l'intero bottino nella casa di un amico a Detroit, nel Michigan. Robert Comfort tornò da Rochester, ove viveva, per aiutare Nalo a vendere i gioielli. Sammy doveva un mucchio di denaro a un allibratore clandestino che lo minacciava di morte. La polizia seppe da un informatore dove si trovava e fu arrestato presso il Royal Manhattan Hotel.

## Arresti e incarcerazioni
Anche Nalo fu arrestato per la sua presunta partecipazione alla rapina e i due rapinatori furono condannati a quattro anni di detenzione. Poco dopo gli arresti di Comfort e Nalo, l'amico di quest'ultimo in Michigan divenne nervoso e restituì un valore di 750.000 in gioielli alla polizia. Vari milioni in contanti e gioielli furono tenuti da un altro amico di Nalo, che si nascose in Messico e del quale non si seppe più nulla.

## Conseguenze
Ali-Ben e suo cognato, Al Green, lessero sui giornali delle somme rubate e portate nel Michigan e ritennero che Nalo avesse tentato di sottrarre loro una parte del bottino a loro riservata. Essi lasciarono il paese per qualche parte in Europa, ove si godettero il loro nuovo benessere per parecchi anni. 
Robert Comfort consegnò i gioielli a dei delinquenti della Mafia di Rochester. Questi si tennero il bottino e quando Comfort cercò di recuperarlo ci mancò poco che lo uccidessero. Si ritiene che Donald Frankos avrebbe dovuto ricevere 750.000 dollari, ed era arrabbiato per averne avuti inizialmente solo 50.000.
Col tempo a Donald arrivarono in tutto 175.000 dollari, lo stesso che giunse a Bobby G e ad Al Visconti. Sacco ebbe circa 2 milioni di dollari. Ali-Ben e Al Green spesero gran parte del loro denaro in Europa. A Robert Comfort finirono un milione e mezzo di dollari e Samuel Nalo ricevette i suoi gioielli dei quali i suoi amici non si erano appropriati.

## Punizioni
Donald Frankos se la prese con Nalo per la fregatura e giurò di ucciderlo. Samuel Nalo fu effettivamente ucciso in seguito, nel 1988, da un killer sconosciuto ma non da Frankos. Questi ce l'aveva anche con i suoi complici, Ali-Ben e Al Green, ma sapeva che anche loro erano stati ingannati da Nalo e suppose anche che Robert Comfort fosse stato lasciato fuori della sua parte e lo lasciò in pace. Frankos uccise poi Ali-Ben e Al Green nel 1981.
Il solo sopravvissuto della squadra del colpo al The Pierre è Nick The Cat Sacco, che si trova permanentemente sotto il Programma federale di protezione testimoni per altri motivi. Sacco sta collaborando con lo scrittore, Daniel Simone, nello scrivere un libro sulla rapina.